# Scolopendra octodentata
Scolopendra octodentata är en mångfotingart som beskrevs av Karl Wilhelm Verhoeff 1934. Scolopendra octodentata ingår i släktet Scolopendra och familjen Scolopendridae. Inga underarter finns listade i Catalogue of Life.